# Histoire de Brno

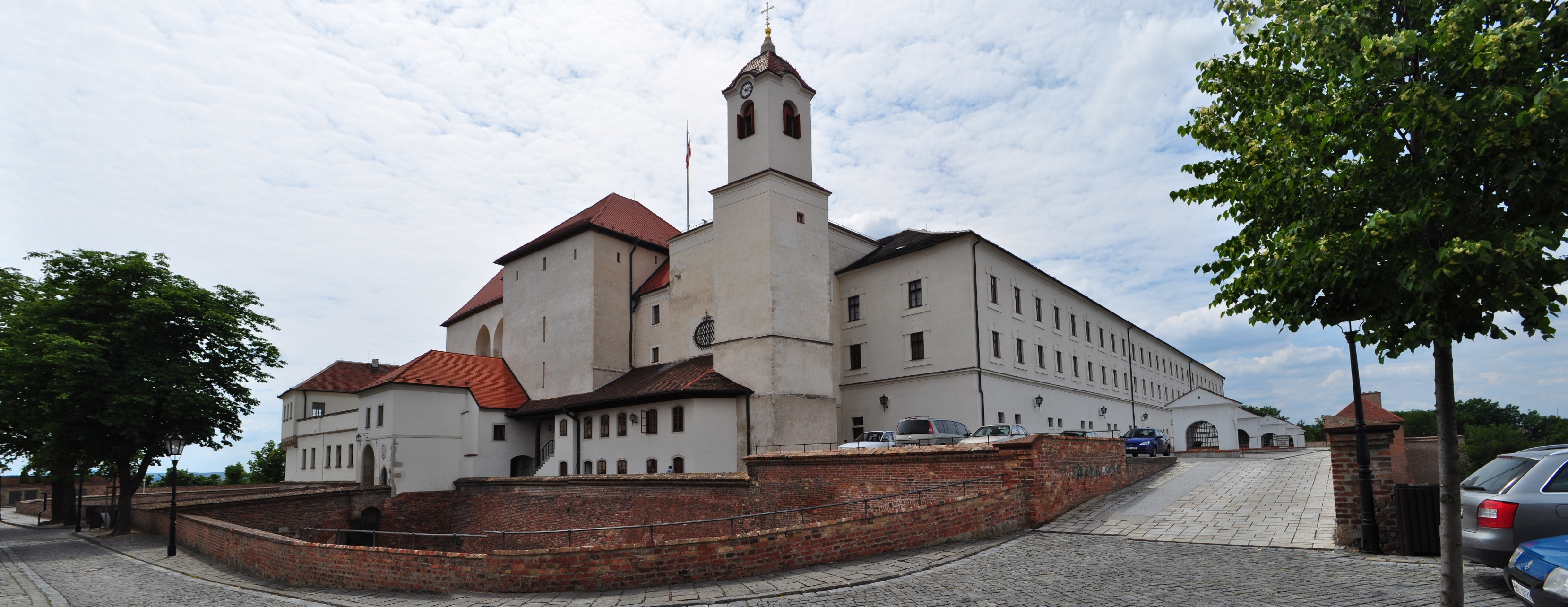
Forteresse de Spielberg.

La ville de Brno est officiellement fondée en 1243 par Venceslas Ier de Bohême, mais le site est habité depuis le XIe siècle.

## Histoire de la ville

### Préhistoire
Très boisé, le bassin de Brno était, à l'époque préhistorique, parcouru de groupes épars de chasseurs-cueilleurs, et, à l'emplacement de la motte castrale morave de Staré Zámky, les fouilles ont révélé un campement permanent établi au néolithique, qui a perduré jusqu'au début du XIe siècle.

### Antiquité
La ville est peut-être mentionnée dans l'atlas de Ptolémée sous le nom celte d'Eburodunum soit « gué des sangliers ». C'est une des étapes de la route de l'ambre, qui relie la Baltique à l'Adriatique par Wrocław (Vratislavie, Breslau), Olomouc (Olmuntium, Olmütz), Brno (Eburodunum, Bruna, Brünn, Brin), Bratislava (Prešporok, Prešpurk, Pressbourg, Pozsony), Sopron (Scarbantia, Ödenbourg) et Ljubljana (Labacum, Loubiana, Laubach, Laibach).

### Moyen Âge
La Moravie est décrite comme un pays initialement forestier et marécageux, successivement peuplé de celtes, de germaniques et de slaves, parfois envahi par les magyars, et de ce fait l'étymologie de Brno est discutée. On l'a reliée le plus souvent aux mots vieux-slaves brneno, brno « marais », brŭvĩno « poutre, pieu »  ou brniti « fortifier ». Dans les langues celtiques bren, bryn signifie « colline », en allemand Brünn signifie « source » et en hongrois bárna signifie « sombre ». Au XIe siècle la dynastie des Přemyslides remplace la motte castrale par un château-fort et s'y établit, faisant de Brno un des centres de la Moravie avec Olomouc et Znojmo. À la même époque, une chapelle est fondée sur la colline Petrov. Après beaucoup de remaniements, elle devient plus tard la Cathédrale Saint-Pierre-et-Saint-Paul de Brno.
La forteresse du Spielberg est bâtie au début du XIIIe siècle. Elle devient le principal château-fort de la Moravie et en 1243, Brno reçoit les privilèges de Ville Royale (Königsstadt) par le roi de Bohême Wenzel Ier, qui encourage l'installation des Allemands dans son royaume. En 1324, la reine Élizabeth Ryksa fonde la basilique Notre-Dame de l'Assomption, toujours visible aujourd’hui.

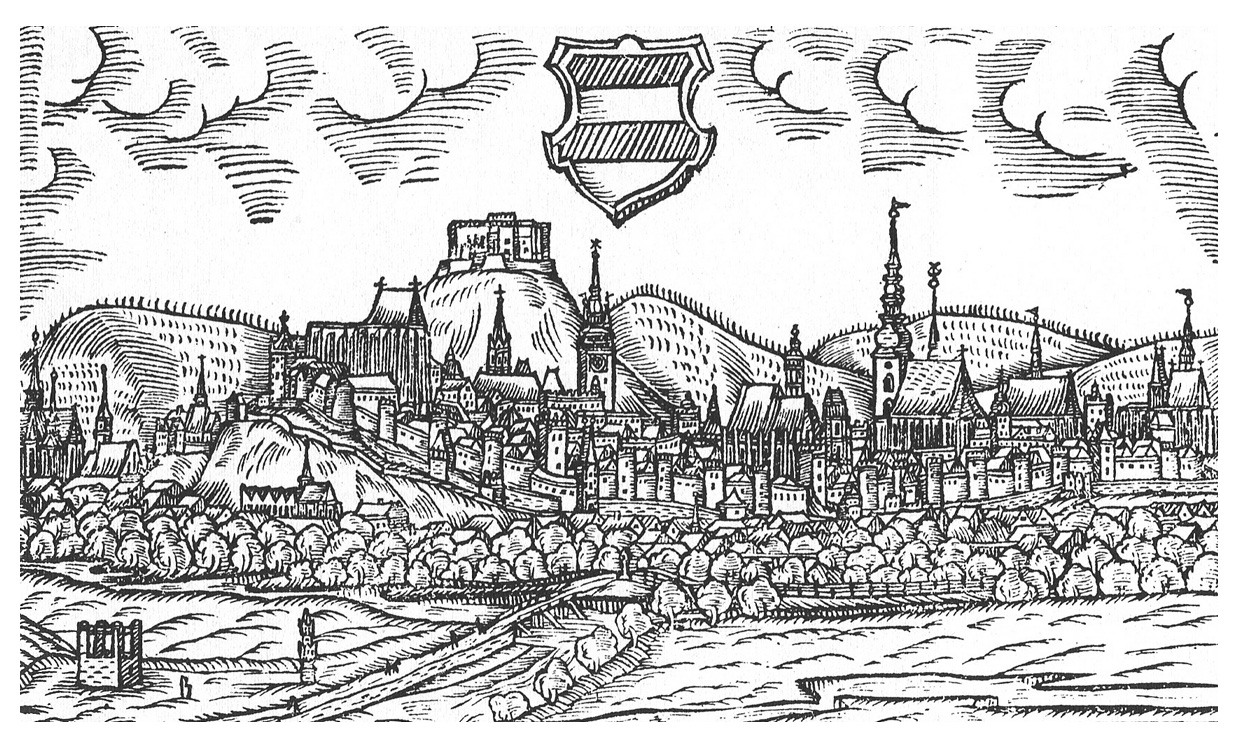
Brno en 1593.

 En 1349, elle devient siège permanent du Margraviat de Moravie, mais ne remplacera Olomuc (Olmütz) comme capitale du margraviat qu'en 1641. Auparavant, au cours du XIVe siècle, Brno accueille, en alternance avec Olomouc, les assemblés régionales de la Moravie. Ces assemblées contrôlaient la vie politique et financière de la région. La ville abritait aussi les Zemské desky (en) (les tables de la loi tchèque) et la cour suprême de Moravie.
L'un des Margraves fut élu plus tard « roi des Romains » c'est-à-dire Empereur du Saint-Empire « romain » germanique.
Lors de la guerre des hussites, la ville reste fidèle à Sigismond Ier. Les hussites assiègent par deux fois en vain la ville, en 1428 et 1430.

### Époque moderne

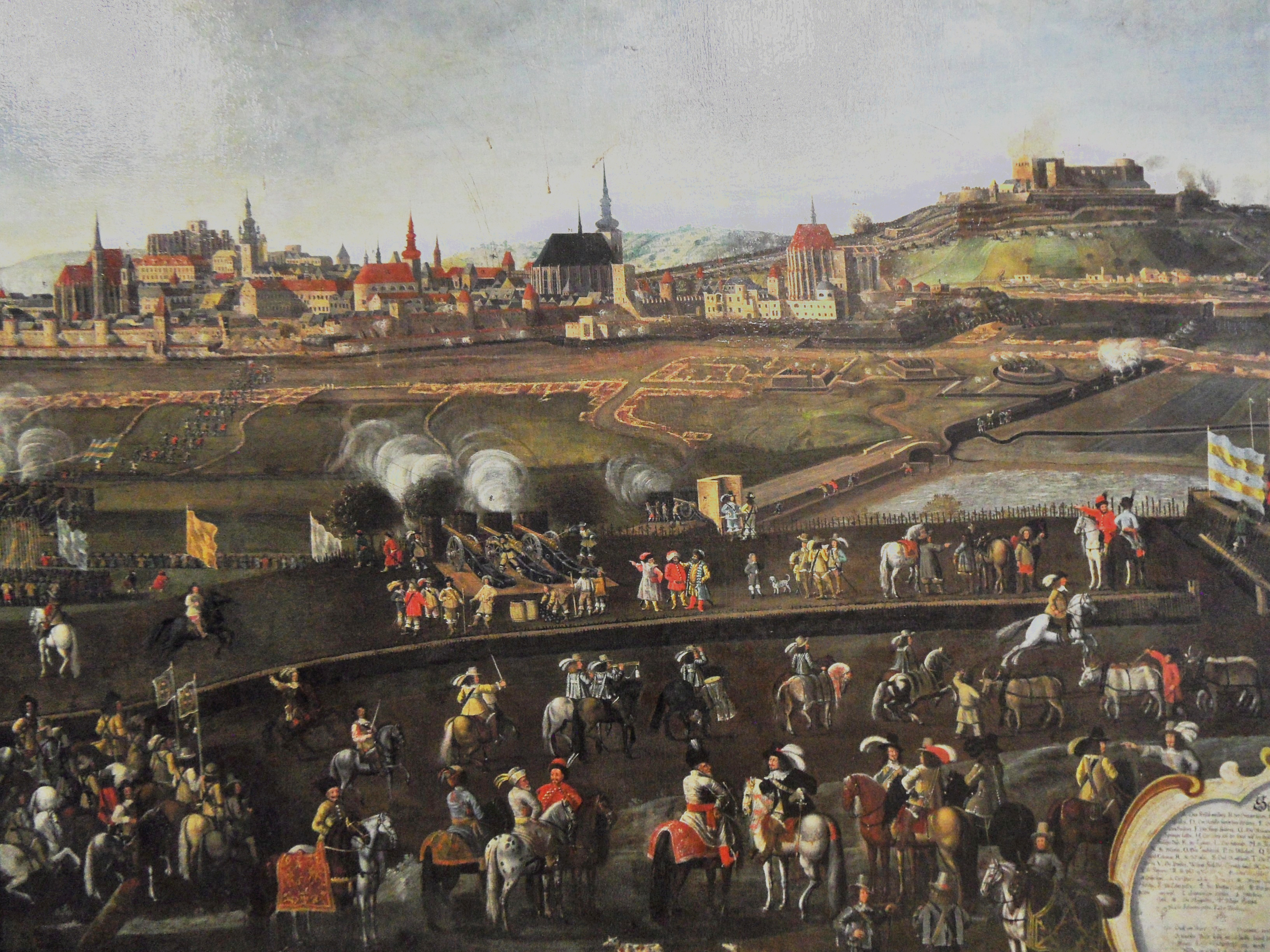
Siège suédois de 1645.

Durant la Guerre de Trente Ans, entre 1643 et 1645, la ville est un obstacle sur la route de Vienne. Du 3 mai 1645 au 23 août 1645 elle résiste au siège des Suédois commandées par le général Lennart Torstensson. Les défenseurs de Brno sont menés par le colonel Jean-Louis Raduit de Souches. Le siège donne largement le temps à l'empire autrichien d'organiser sa défense. La ville fut par la suite récompensée généreusement, avec un renouvellement de ses privilèges. Dans les années suivant le siège, le château Spielberg est remanié en citadelle baroque.

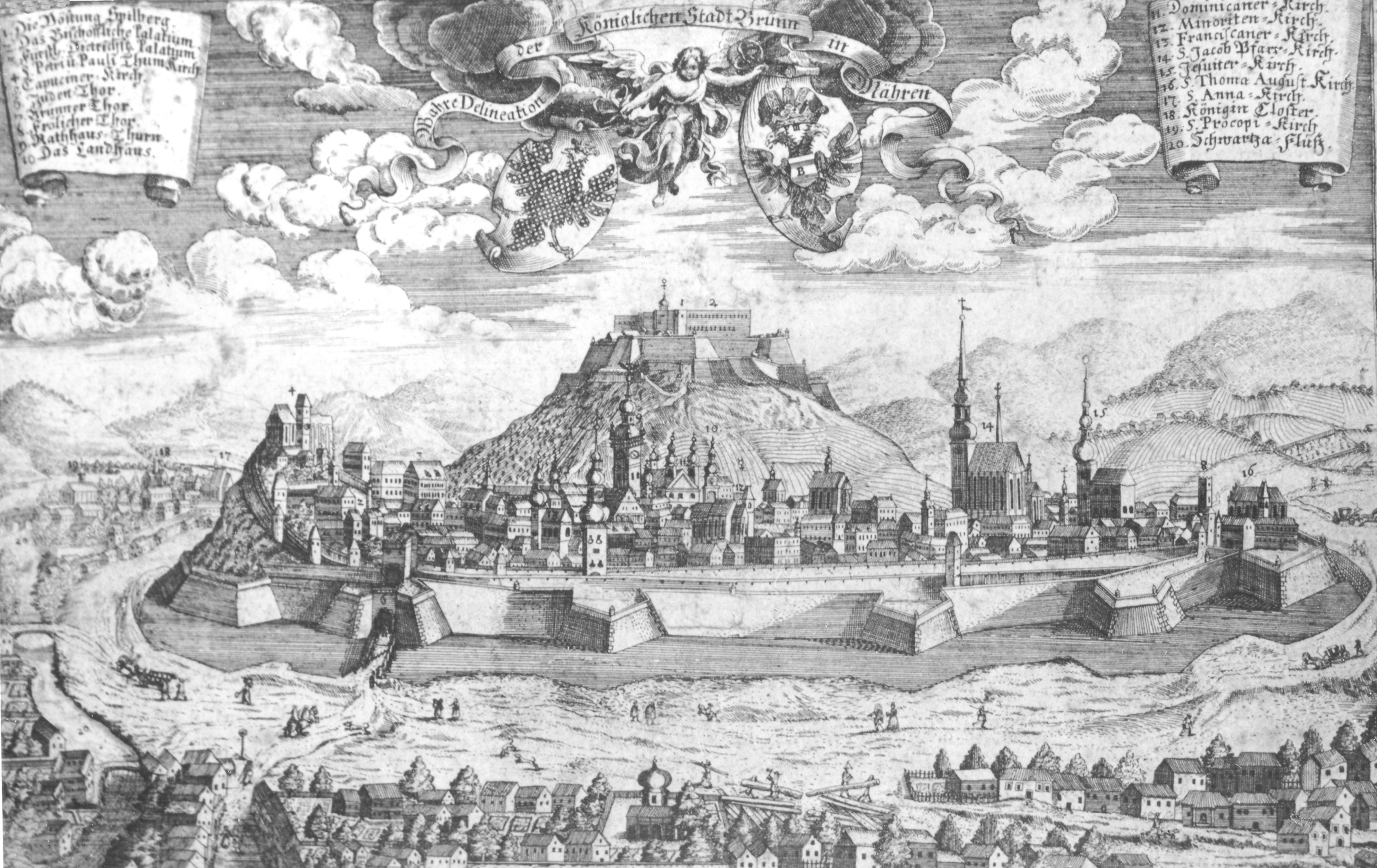
Brno vers 1700.

Cette victoire figure parmi les chapitres les plus glorieux de l'histoire de la ville, et en 1995, le 350e anniversaire de cet événement a été célébré par d'importantes festivités.
En 1742, les Prussiens, dirigés par Frédéric II de Prusse, échouent à conquérir la ville.
Le statut important de Brno est confirmé par la construction d'un évêché en 1777.

### Epoque contemporaine

#### XIXesiècle
La ville est connue pour sa proximité avec la ville de Slavkov, dont le nom allemand est Austerlitz, où s'est tenue le 2 décembre 1805 la bataille du même nom. La ville a ainsi successivement accueilli les principaux protagonistes de la bataille à commencer par Koutouzov, le général russe et Napoléon Ier,. Des plaques marquent encore dans la ville le souvenir de leur passage.

##### Révolution industrielle
Au XVIIIe siècle commence le développement de l'industrie et du commerce. Peu de temps après la révolution industrielle, la ville devient le centre industriel de la Moravie et de l'empire austro-hongrois. Elle est quelquefois surnommée « la Manchester Tchèque ». Le premier train de Vienna arrive en 1839 et marque le début de l'histoire du rail en république tchèque. La ville est reliée au gaz en 1847 et le tramway hippomobile, le premier du pays, est mis en circulation en 1869. Le Théâtre Mahen est un des premiers en Europe à utiliser les lampes électriques de Thomas Edison. Ce dernier visitera d'ailleurs la ville en 1911.
Avec le développement de la banlieue, la ville perd ses fortifications et la forteresse Spielberg devient une prison, accueillant surtout les opposants politiques à l'empire d’Autriche.

#### XXesiècle

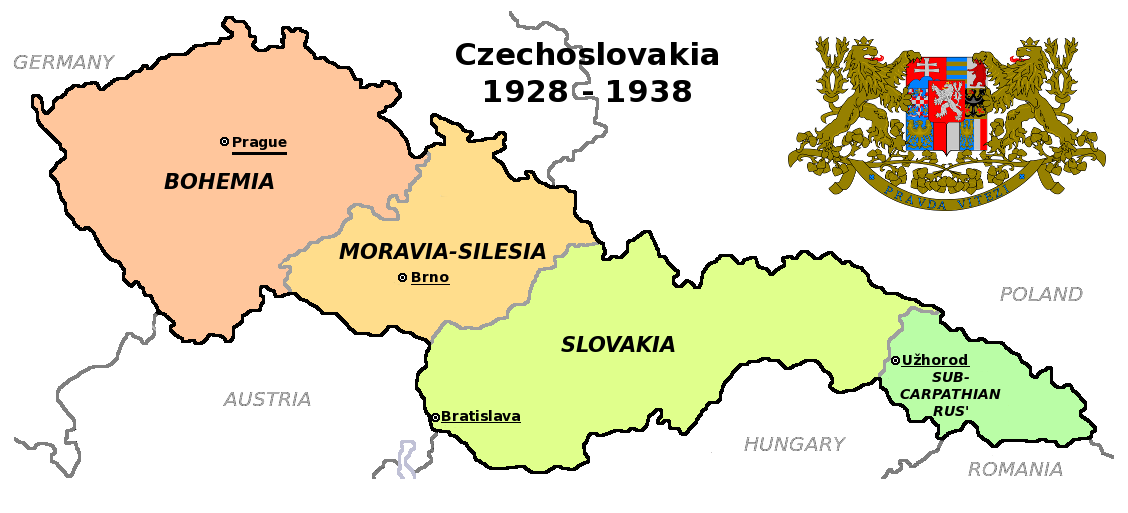
Régions et leurs capitales (soulignées) de la Première République tchécoslovaque.

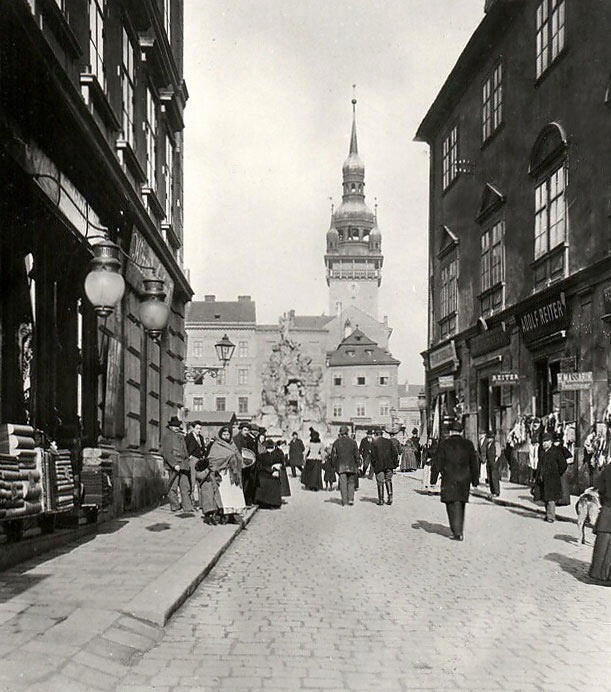
Rue de Brno en 1894.

Durant la Première République tchécoslovaque (1918-1938), Brno continue son développement. L'Université Masaryk est construite en 1919, tout comme la manufacture d'armes Ceská Zbrojovka Brno. La foire de Brno est inaugurée en 1928, avec une exposition de culture contemporaine. La ville n'est pas seulement un centre industriel et commercial mais aussi un centre culturel et éducatif.
En 1919, deux villes voisines, Královo Pole et Husovice, et 21 autres municipalités sont annexées à Brno pour créer « la grande Brno » (Velké Brno). La taille de la ville est multipliée par sept et passe de 130 000 à 222 000 habitants,,.
En 1921, Brno devient la capitale de la région de Moravie (země Moravská), puis sept ans après, de la région de Moravie-Silésie (země Moravskoslezská).
Quand la Première Guerre mondiale se termine en 1919, la ville compte environ 55 000 Allemands.
En mars 1939, Brno fait partie du protectorat de Bohême-Moravie, entité créée par l'Allemagne nazie pour liquider ce qui reste de la Tchécoslovaquie après l'annexion des Sudètes (1938) et la proclamation d'indépendance de la Slovaquie. Tous les centres éducatifs sont fermés le 17 novembre (notamment les quatre universités). 173 étudiants sont envoyés au camp de Sachsenhausen et la résidence étudiante de Kounic est transformée en prison et quartier général pour la Gestapo.
La plupart de la population juive de Brno (12 000 personnes) est déportée et tuée durant l'occupation nazie entre 1939 et 1945. Environ 35 000 prisonniers tchèques, américains et anglais sont arrêtés et torturés à Brno et 800 civils tués.
Brno est libérée par le troisième front biélorusse de l'armée rouge, commandée par le général Hovhannes Bagramian, le 26 avril 1945 après deux semaines de combats.
Après la fin de la guerre et le rétablissement de la Tchécoslovaquie, 20 000 personnes, la majorité de la population allemande de Brno (excepté les antifascistes, membres de la résistance et couples mixtes) sont expulsés vers l'Allemagne et l'Autriche, comme dans toute la Tchécoslovaquie à cette époque.
La « marche de la mort de Brno » commence le 31 mai 1945 : 27 000 Allemands de Brno parcourent 25 kilomètres jusqu'à la frontière autrichienne. D'après les témoignages allemands, 5 200 personnes trouvent la mort dans cette marche forcée. Les estimations tchèques donnent environ 1 700 morts, due en grande partie à une épidémie de shigellose.

## Statut de capitale de la Moravie

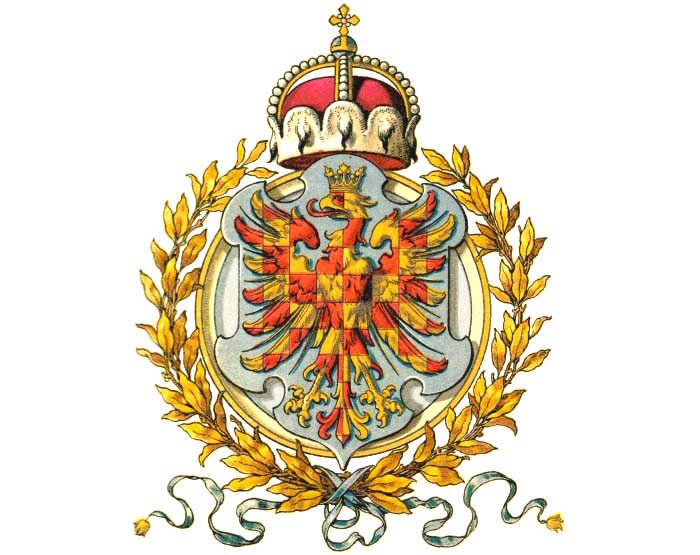
Armes du Margraviat.

Au milieu du XIe siècle, la Moravie est divisée en 3 territoires. Chacune a son propre dirigeant, indépendant des deux autres. Les capitales de ces territoires étaient les villes fortifiées de Brno, Olomouc et Znojmo. À la fin du XIIe siècle la Moravie entame sa réunification et devient le Margraviat de Moravie. Dès lors et jusqu'en 1641, le statut de la ville n'est pas complètement défini. Le pouvoir est divisé entre Brno et Olomouc mais Znojmo garda un rôle important. La diète Morave (zemský sněm), les tables de la lois et la cour suprême de Moravie ont siégé en alternance à Brno et Olomouc. Brno fut le siège des margraves moraves et plus tard très proche de Vienne. Olomouc, ville plus grande par la taille, fut jusqu’en 1777 le seul siège de l’évêché de Moravie.

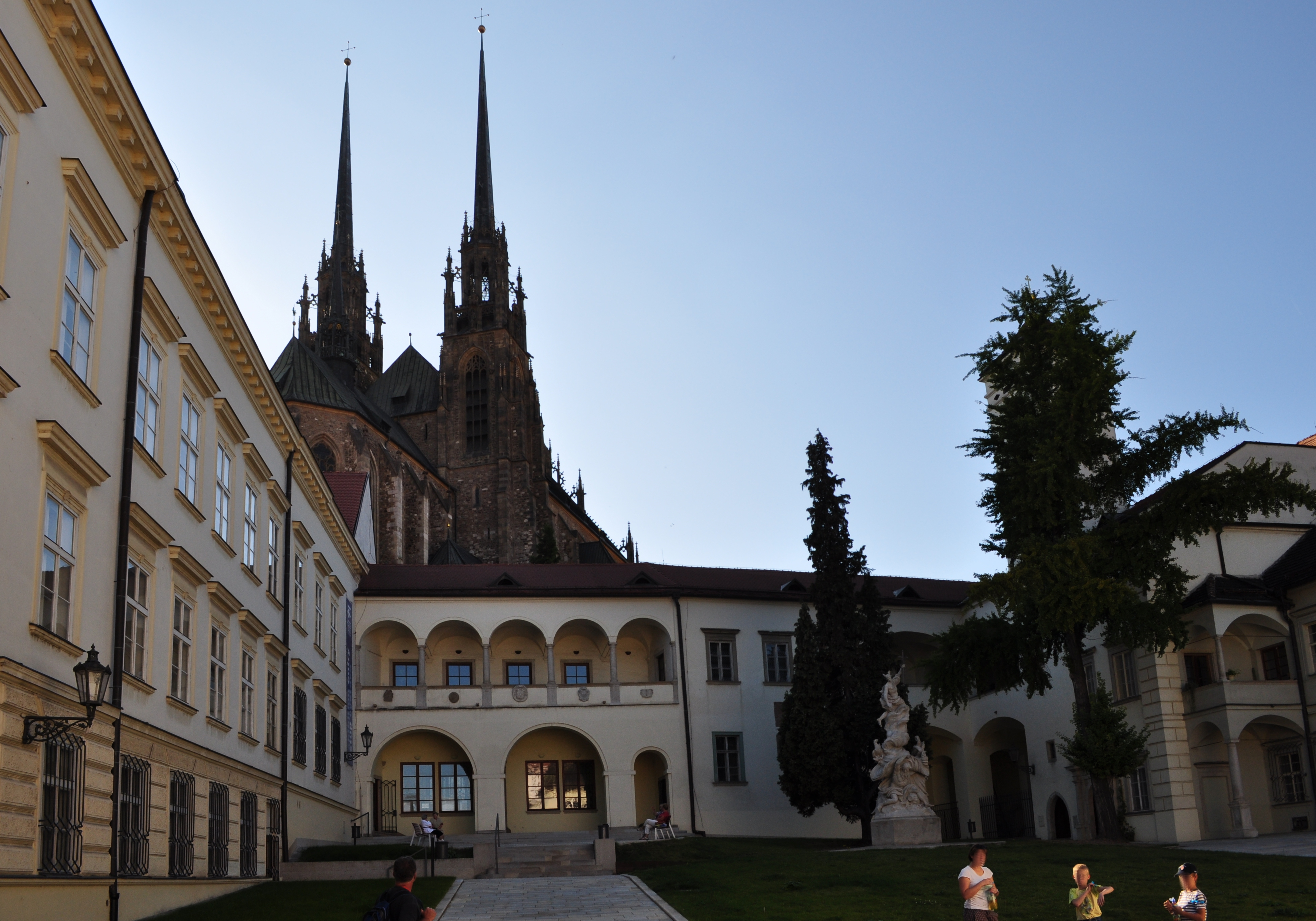
Palais de l'évêché de Brno.

En 1641, au milieu de la Guerre de 30 ans, le roi Ferdinand III ordonne le transfert de la Diète, des tables des tables de la loi et de la cour d'Olomouc à Brno, le Collegium Nordicum d'Olomouc étant l'une des principales cibles de l'armée suédoise. En 1642, Olomouc se rend à l'armée suédoise qui y restera huit ans. La même année Brno devient l'unique capitale de la Moravie.
Après la guerre (1648), Brno conserve son statut d'unique capitale de la Moravie. Cet état confirmé en 1784 par Joseph II du Saint-Empire puis en 1849 par la constitution Morave.
En 1948, le gouvernement communiste de Tchécoslovaquie met fin à l'autonomie morave, enlève à Brno son titre de capitale de la Moravie, et transfère tous les pouvoirs politiques du pays à Prague. La région est divisée en plusieurs administrations dirigées par Prague.
Brno devient par la suite la capitale administrative de la Moravie-du-Sud, appelée à l'origine « région de Brno ». En 1968, elle obtient le statut de statutární město (cs).